# Johann Wilhelm Weidringer
Johann Wilhelm Weidringer (* 6. Januar 1956) ist ein deutscher Professor für Gesundheitsmanagement, lehrte und publizierte bis 2015 an der Hochschule für Gesundheit und Sport und der  Fachhochschule für angewandtes Management.

## Akademische Laufbahn

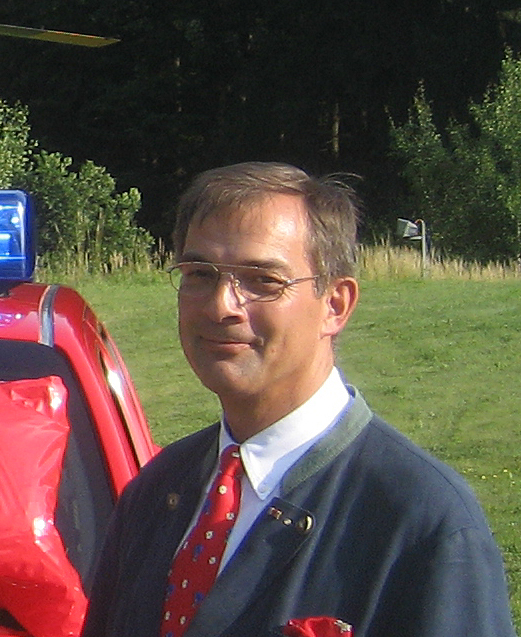
Johann Wilhelm Weidringer, bei "Christoph 1" in München-Harlaching, 25. Juni 2007

Weidringer studierte Humanmedizin an der Universität Regensburg und am Klinikum rechts der Isar der Technischen Universität München und wurde dort zum Doktor der Medizin promoviert. Sein Fachgebiet ist die Chirurgie.
Von 1982 bis 1983 und 1986 bis 1991 arbeitete er als Chirurg am Bundeswehrkrankenhaus Ulm. Seit 1986 war er zudem Lehrbeauftragter für Katastrophenmedizin an der TU München. Von 1986 bis 1991 arbeitete er dort auch am Institut für Experimentelle Chirurgie und anschließend ein Jahr lang als Chirurg in der Unfallchirurgie am Klinikum rechts der Isar. Von 2002 bis 2008 war er Dozent an der Fachhochschule Neu-Ulm für Qualitätsmanagement.
Seit 1992 ist er Mitglied in der Bayerischen Landesärztekammer und war von 1994 bis 2020 als Geschäftsführender Arzt und Referatsleiter der Bayerischen Landesärztekammer primär zuständig für ärztliche Fortbildung und Qualitätsmanagement. In diesen Bereichen war er u. a. in Gremien der Bundesärztekammer sowie im Deutschen Institut für Normung tätig.
Nebenberuflich war Weidringer von 1994 bis 2021 im Notarzt-Diensten am Flughafen München tätig.
Von 2007 bis 2014 war er Studiengangsleiter für Gesundheitsmanagement an der Hochschule für Gesundheit und Sport in Berlin. Im Januar 2015 erhielt er von der Berliner Senatsverwaltung für Bildung, Jugend und Wissenschaft eine Professur auf Lebenszeit.
Von 2000 bis 2013 war er Mitglied der Schutzkommission beim Bundesministerium des Innern, die sich mit den Themen Katastrophen-, Zivil- und Bevölkerungsschutz beschäftigt, und Leiter des Fachbereichs Medizin. Von 2010 bis 2012 war er Vorsitzender der Kommission.
Nach Qualifizierung zum EFQM-Assessor wurde er berufen zum Juror für den Europäischen Qualitätspreis (EQA) der European Foundation for Quality Management(EFQM) für die Jahre 2000 bis 2007.
In den Jahren 2004 mit 2006 war er Mitglied im EU-Expert-Team on Healthcare of Acceeding Countries.
Von 2014 bis 2020 war Weidringer Repräsentant der Bundesärztekammer in CEN/CENELEC-Gremien, Advisory Board for Health Care Standards, im Normenausschuss Medizin des DIN (Beirats-Vorsitzender seit 2015), sowie seit 2015 Repräsentant des Comité Permanent des Médecins Européens in CEN/CENELEC-Gremien, Advisory Board for Health Care Standards. 
2019 bis 2021 war Weidringer auch Beirats-Vorsitzender des DIN Normenausschusses Rettungsdienst und Krankenhaus sowie Leiter der DIN AG "Normungsroadmap KI".
Im Jahr 2015 wurde er in den Wehrmedizinischen Beirat der Bundesverteidigungsministerin berufen, im Jahr 2019 in den Wissenschaftlichen Beirat des Schifffahrtmedizinischen Instituts der Bundesmarine. 
2021 und 2022 war Weidringer Ärztlicher Direktor der Hochschule Fresenius, Fachbereich Gesundheit & Soziales, 2021 mit 2022 auch einer der drei Leitenden Ärzte des Impfzentrums München der Aicher Ambulanz Union.
Seit 2024 ist Weidringer tätig als ärztlicher Gutachter für die Regierung von Oberbayern für Gleichwertigkeitsprüfungen zur Ärztlichen Approbation gemäß Bundesärzteordnung.
Im Februar 2025 wurde Weidringer vom Vorstand der Firma Wackler Holding zum Beirat für Betriebliches Gesundheitsmanagement berufen.  

## Veröffentlichungen  (Auswahl)
- J. W. Weidringer (Red.), Bundesministerium des Innern (Hrsg.): Katastrophenmedizin: Leitfaden Fur Die ärztliche Versorgung Im Katastrophenfall (2010). (ISBN 3-00-007967-X).
- J. W. Weidringer, J. Leichtle, R. Stern (Hrsg.): Großunfall – Symposium 89: Interdisziplinäre Überlegungen und Einsatzberichte. Werner Wolfsfellner Medizinverlag, München (1990) (ISBN 3-9802271-0-3)
- J. W. Weidringer: Die Deutsche Gesellschaft für Katastrophenmedizin e.V. In: Arbeitsbuch Notfallmedizin, Perimed-Spitta-Verlag, Balingen (1994)
- J. W. Weidringer, Chr. J. Thaler: Systeme der Qualitätsdarlegung und Zertifizierung im Gesundheitswesen. In: Der Krankenhausmanager – Praktisches Management für Krankenhäuser und Einrichtungen des Gesundheitswesens, Springer-Verlag Berlin, Heidelberg, New York (2002), 2. Auflage
- J. W. Weidringer, A. Klünspies-Lutz: Status quo des Qualitätsmanagements im deutschen Gesundheitswesen und Qualitätsmanagement-Modelle. In: Qualitätsmanagement in der Arztpraxis. Hrsg.: U. Amon, 2. Auflage, Springer-Verlag, Berlin-Heidelberg-New York (2004), S. 1–10 und 11–24 (ISBN 3-540-20411-3)
- J. W. Weidringer, W. Hartel: Bronchialkarzinom – Interdisziplinäre Aspekte zu Diagnose und Therapie. Demeter Verlag (1988), (ISBN 3-89-383009-X)

## Auszeichnungen
- Mittelrheinischer Chirurgenpreis (1989)
- Siegel der Deutschen Gesellschaft für Chirurgie (1999)
- Max-Lebsche-Medaille der Vereinigung Bayerischer Chirurgen (2008)[3]
- Verleihung des Verdienstkreuzes am Bande des Verdienstordens der Bundesrepublik Deutschland (2006)
- Ehrenurkunde des Freistaats Bayern (2015)
- Ehrennadel des DIN (2020)